# Pantoporia pseudevanescens
Pantoporia pseudevanescens är en fjärilsart som beskrevs av Hans Fruhstorfer 1908. Pantoporia pseudevanescens ingår i släktet Pantoporia och familjen praktfjärilar. Inga underarter finns listade i Catalogue of Life.